# 恩德雷斯狸藻
恩德雷斯狸藻（學名：Utricularia endresii）為狸藻屬多年生中型附生食虫植物。其种加词“endresii”来源于英国植物采集者A·R·恩德雷斯（A. R. Endres），他采集了恩德雷斯狸藻的第一份标本并带给了蘭花學家路德維希·賴興巴赫（Ludwig Reichenbach）。恩德雷斯狸藻为中美洲（哥斯大黎加與巴拿馬）以及南美洲西北部（哥倫比亞與厄瓜多）的特有種。1874，蘭花學家路德維希·賴興巴赫最先描述了恩德雷斯狸藻。在此之前其曾被称为「狸藻蘭」（Lentibulariaceous Orchid）。其也常被种植于兰花温室中。

## 形态特征
恩德雷斯狸藻的花序轴长约35厘米。花冠下唇长约4.5厘米，宽约4厘米。距长约2.5厘米，约为下唇的一半或等长，向上弯曲。下唇末端两裂。喉凸具黄色斑点，呈双凸起。上唇长约2.5厘米，宽约3厘米，横椭圆形，末端圆。花药为黑色，花粉为奶油色。花具气味，其类似于霉味、烂土豆味或松脂味。

## 相关物种
恩德雷斯狸藻与同组的阿斯普倫德狸藻（U. asplundii）的区别在于，恩德雷斯狸藻在夏季休眠时，其叶片会完全枯萎只剩下块茎。同时，其花朵为黄色，喉凸双凸起。此外，阿斯普倫德狸藻的叶片最长仅为12厘米，叶片数量较多，而恩德雷斯狸藻可达20厘米，仅3至5片叶。

## 外部連結
- 食虫植物照片搜寻引擎中恩德雷斯狸藻的照片 （页面存档备份，存于）

 维基共享资源上的相關多媒體資源：恩德雷斯狸藻
 維基物種上的相關：恩德雷斯狸藻